# Euxestonotus mimas
Euxestonotus mimas är en stekelart som beskrevs av Peter Neerup Buhl 1998. Euxestonotus mimas ingår i släktet Euxestonotus och familjen gallmyggesteklar. Inga underarter finns listade i Catalogue of Life.